# 노르웨이 축구 협회
노르웨이 축구 협회(노르웨이어: Norges Fotballforbund; N.F.F.)는 노르웨이의 축구 협회이다. 1902년에 설립되었고 남자 국가대표팀과 여자 국가대표팀을 조직하였고, 게다가 노르웨이 프리미어리그도 창설하였다. 현재 노르웨이 축구 협회의 회장은 리스 라베네스이다. 2004년 기준으로, 1,814개의 축구 팀과 373,532명의 축구 선수들이 등록되어 있다.
노르웨이 축구 협회는 FIFA에는 1908년, UEFA에는 1954년에 가입했다. 노르웨이 축구 협회는 스웨덴 축구 협회(SvFF), 덴마크 축구 연합(DBU), 핀란드 축구 협회(SPL/FBF)와 함께 UEFA 유로 2008을 개최하려 했으나 성공하지 못했다. SvFF는 NFF에게 UEFA 유로 2016 공동 개최를 제안했다. NFF와 노르웨이의 정치인들은 그 제안을 지지했지만, UEFA 유로 2016의 개최는 프랑스에게 돌아갔다.